# Øster Farimagsgade
Øster Farimagsgade er en gade i København. Den er den nordøstligste del af Københavns ældste omfartsvej, Farimagsvejen. Den består af tre dele: Vester Farimagsgade, Nørre Farimagsgade og Øster Farimagsgade. Farimagsvejen forbandt området umiddelbart uden for Københavns gamle Vesterport, ledte trafikken nord for den gamle Nørreport og udmundede på Østerbro uden for den gamle Østerport nord for Holmens Kirkegård op til Sortedamssøen. Den opstod formentlig, fordi det var praktisk med en forbindelse uden for voldene mellem de tre gamle byporte: Vesterport, Nørreport og Østerport.

## Navnet
Om navnet Farimagsvejen er der flere forklaringer, der peger på Christian 4. som ophavsmand til navnet: Da en bonde, der kom kørende ad denne forbindelsesvej uden om det gamle København, ikke ville vige for Christian 4.s køretøj, der kørte i modsat retning, lod kongen sin kusk køre ud i rabatten, idet han hilste den vrangvillige bonde med et generøst: "Far i mag, min gode mand!".[kilde mangler]
Denne og lignende historier er sikkert folkelige efterrationaliseringer. Her løb simpelthen den bekvemmeste vej fra Vesterbro til Østerbro uden for voldene.[kilde mangler]

## Historie
Efter at Københavns volde blev udbygget under Den Store Nordiske Krig 1709-1720, blev Farimagsvejen reguleret og anlagt længere ud mod Søerne. Derved blev den – mellem den nuværende Gyldenløvesgade og Frederiksborggade – ført ind over Accisebodvænget, dvs. den kom til at følge Nansensgades forløb.
Byplanarkitekten Ferdinand Meldahl offentliggjorde den 14. januar 1866 et byplanudkast i Illustreret Tidende med Farimagsvejen bragt tilbage til sit oprindelige og dermed nuværende forløb, en plan som Københavns Borgerrepræsentation godkendte med sin nye byplan, vedtaget i 1872.
Johannes V. Jensens roman Danskere skrevet omkring 1895 giver et kort indtryk af datidens gade:
| „ | Til højre laa Byggeforeningens smaa, pæne Huse, hvert Øjeblik kunde Buris se ned langs Gadernes lave Façader med de grønne Dukkehaver og Stakitter foran. Til venstre Gaden med Vogne og Cykler og Arbejdere, der brød Stenbroen op og lagde den igen og stampede den med firearmede Jomfruer. Enetages Sporvogne med iltert travende Heste kørte forbi. | “ |

På hjørnet af Øster Farimagsgade og Gothersgade ligger Sankt Andreas Kirke, opført i 1898-1901 af arkitekt Martin Borch. Overfor, i nummer 2A, ligger ind mod Botanisk Have Molekylærbiologisk Institut. I nr. 5 ses det gamle kommunehospitals langstrakte facade. Det var Koleraepidemien i København 1853, der rasede inden for voldene i de mange trange baggårde, der gav stødet til opførelsen af Kommunehospitalet på det åbne stræk mellem de gamle volde og Søerne. Hospitalsbygningerne blev opført i 1859-1863 efter de nyeste principper, som arkitekten Christian Hansen havde udformet. Hospitalsbygningerne er nu overgået til Københavns Universitet. I Øster Farimagsgade 2D holder Universitetet også til. Bygningen blev opført i 1904-1906 af akitekt J.E. Gnudtzmann, oprindeligt som udvidelse af Polyteknisk Læreanstalt i Sølvgade på hjørnet af Sølvtorvet.
Fra Øster Farimagsgade er der indgang til Universitetets Botaniske Have.
Ved Øster Farimagsgade og ud til Sortedamssøen ligger byggeforeningshusene "Kartoffelrækkerne", opført i 1873-1889 for Arbejdernes Byggeforening efter tegninger af arkitekten Frederik Bøttger. Ud mod Øster Farimagsgade på hjørnet af Malmøgade opførtes Dronning Louises Børnehospital i 1879. Arkitekten var Ludvig Fenger, der i 1886-1904 var Københavns første stadsarkitekt. Bygningen står endnu, men er ikke længere hospital. I Øster Farimagsgade 40 opførte arkitekt Hans J. Holm i 1885 Øster Farimagsgades Skole.
Til venstre for skolen, i Øster Farimagsgade nr. 42, havde det gamle kendte familiefirma Schannongs Stenhuggeri (grundlagt 1884) hovedforretning fra 1899 til ca. 1980. På grunden står nu en tilbygning af Øster Farimagsgades Skole, og Schannongs firma, der i dag ejes og drives af 5. generation, ligger nu kun få hundrede meter væk på Dag Hammarskjölds Allé nr. 35.
Øster Farimagsgade løber parallelt med Holmens Kirkegårds vestlige side